# Balanegra
Balanegra és un municipi de la província d'Almeria, Andalusia. La seva extensió superficial és de 31,60 km² i té una població de 3009 habitants al 2019. Forma part de la comarca del Poniente Almeriense i està a 43,3 quilòmetres de la capital de la província, Almeria.
Va ser una Entitat local autònoma dins el municipi de Berja fins que al juny de 2015 es va constituir com a municipi.